# Coffey County
Coffey County is een county in de Amerikaanse staat Kansas.
De county heeft een landoppervlakte van 1.631 km² en telt 8.865 inwoners (volkstelling 2000). De hoofdplaats is Burlington.